# Swedish Open 2016
Swedish Open 2016 byl společný tenisový turnaj mužského okruhu ATP World Tour a ženského okruhu WTA Tour, hraný na otevřených antukových dvorcích s centrálním kurtem Båstad Tennis Stadium pro pět tisíc diváků. Konal se mezi 11. až 24. červencem 2016 ve švédském Båstadu jako 69. ročník mužského a 8. ročník ženského turnaje.
Mužská polovina, hraná pod jménem SkiStar Swedish Open 2016, se řadila do kategorie ATP World Tour 250 a její dotace činila 520 070 eur. Profesionální hráči jej v letech 2002–2013 jedenáctkrát v řadě zvolili nejoblíbenějším turnajem v kategorii série ATP 250. Ženská část, nazvaná Erricsson Open 2016, disponovala rozpočtem 250 000 dolarů a byla součástí kategorie WTA International Tournaments.
Nejvýše nasazenými hráči v soutěžích dvouher se stali čtrnáctý hráč žebříčku David Ferrer ze Španělska a světová dvojka Angelique Kerberová z Německa. Jako poslední přímí účastníci do dvouher nastoupili 175. italský tenista pořadí Andrea Arnaboldi a 99. žena klasifikace Aljaksandra Sasnovičová z Běloruska.
Premiérový titul na okruhu ATP Tour vybojoval 28letý Španěl Albert Ramos-Viñolas, který zde v roce 2013 hrál finále čtyřhry. V ženské části si rovněž první titul připsala Němka Laura Siegemundová. Deblovou polovinu mužské události ovládl španělský pár Marcel Granollers a David Marrero, jehož členové získali první společnou trofej. V ženské části triumfovala rumunsko-polská dvojice Andreea Mituová a Alicja Rosolská, jejíž členky získaly první společnou trofej.

## Rozdělení bodů a finančních odměn

### Rozdělení bodů
| Soutěž       | vítězové | finalisté | semifinalisté | čtvrtfinalisté | 16 v kole | 32 v kole | Q  | Q3 | Q2 | Q1 |
| ------------ | -------- | --------- | ------------- | -------------- | --------- | --------- | -- | -- | -- | -- |
| dvouhra mužů | 250      | 150       | 90            | 45             | 20        | 0         | 12 | 6  | 0  | 0  |
| čtyřhra mužů | 250      | 150       | 90            | 45             | 0         | —         | —  | —  | —  | —  |
| dvouhra žen  | 280      | 180       | 110           | 60             | 30        | 1         | 18 | 14 | 10 | 1  |
| čtyřhra žen  | 280      | 180       | 110           | 60             | 1         | —         | —  | —  | —  | —  |

### Finanční odměny
| Soutěž                                | vítězové | finalisté | semifinalisté | čtvrtfinalisté | 16 v kole | 32 v kole | Q3     | Q2     |
| ------------------------------------- | -------- | --------- | ------------- | -------------- | --------- | --------- | ------ | ------ |
| dvouhra mužů                          | €82 450  | €43 430   | €23 525       | €13 400        | €7 900    | €4 680    | €2 105 | €1 055 |
| dvouhra žen                           | $43 000  | $21 400   | $11 500       | $6 175         | $3 400    | $2 100    | $1 020 | $600   |
| čtyřhra mužů                          | €25 070  | €13 170   | €7 140        | €4 080         | €2 390    | —         | —      | —      |
| čtyřhra žen                           | $12 300  | $6 400    | $3 435        | $1 820         | $960      | —         | —      | —      |
| částka ve čtyřhrách je uvedena na pár |          |           |               |                |           |           |        |        |

## Dvouhra mužů

### Nasazení
| Stát                           | Hráč                 | ATP | Nasazení |
| ------------------------------ | -------------------- | --- | -------- |
| Španělsko                      | David Ferrer         | 14. | 1.       |
| Portugalsko                    | João Sousa           | 31. | 2.       |
| Španělsko                      | Albert Ramos-Viñolas | 36. | 3.       |
| Španělsko                      | Marcel Granollers    | 43. | 4.       |
| Španělsko                      | Fernando Verdasco    | 53. | 5.       |
| Spojené království             | Aljaž Bedene         | 56. | 6.       |
| Argentina                      | Diego Schwartzman    | 71. | 7.       |
| Rusko                          | Jevgenij Donskoj     | 78. | 8.       |
| Argentina                      | Horacio Zeballos     | 83. | 9.       |
| Žebříček ATP k 27. červnu 2016 |                      |     |          |

### Jiné formy účasti
Následující hráčí obdrželi divokou kartu do hlavní soutěže:
- Isak Arvidsson
- Fred Simonsson
- Carl Söderlund

Následující hráči postoupili z kvalifikace:
- Calvin Hemery
- Henri Laaksonen
- Tristan Lamasine
- Christian Lindell

### Odhlášení
před zahájením turnaje
- Rogério Dutra Silva → nahradil jej Marco Trungelliti
- Teimuraz Gabašvili → nahradil jej Andrea Arnaboldi
- Filip Krajinović → nahradil jej Elias Ymer
- Paolo Lorenzi → nahradil jej Michael Berrer
- Diego Schwartzman[1] → nahradil jej Jürgen Zopp

## Mužská čtyřhra

### Nasazení
| Stát                                                                                    | Hráč              | Stát        | Hráč              | ATP  | Nasazení |
| --------------------------------------------------------------------------------------- | ----------------- | ----------- | ----------------- | ---- | -------- |
| Švédsko                                                                                 | Robert Lindstedt  | Brazílie    | André Sá          | 82.  | 1.       |
| Španělsko                                                                               | Marcel Granollers | Španělsko   | David Marrero     | 98.  | 2.       |
| USA                                                                                     | Nicholas Monroe   | Nový Zéland | Artem Sitak       | 107. | 3.       |
| Nový Zéland                                                                             | Marcus Daniell    | Brazílie    | Marcelo Demoliner | 135. | 4.       |
| Žebříček ATP k 27. červnu 2016; číslo je součtem žebříčkového postavení obou členů páru |                   |             |                   |      |          |

### Jiné formy účasti
Následující páry obdržely divokou kartu do hlavní soutěže:
- Isak Arvidsson /  Fred Simonsson
- Markus Eriksson /  Milos Sekulic

Následující pár nastoupil  do čtyřhry v pozici náhradníka:
- Roberto Carballés Baena /  Taró Daniel

### Odhlášení
před zahájením turnaje
- Diego Schwartzman

## Ženská dvouhra

### Nasazení
| Stát                             | Hráčka                    | WTA | Nasazení |
| -------------------------------- | ------------------------- | --- | -------- |
| Německo                          | Angelique Kerberová       | 2.  | 1.       |
| Itálie                           | Sara Erraniová            | 21. | 2.       |
| Nizozemsko                       | Kiki Bertensová           | 26. | 3.       |
| Německo                          | Annika Becková            | 38. | 4.       |
| Slovensko                        | Anna Karolína Schmiedlová | 41. | 5.       |
| Německo                          | Laura Siegemundová        | 43. | 6.       |
| Kazachstán                       | Jaroslava Švedovová       | 49. | 7.       |
| Švédsko                          | Johanna Larssonová        | 55. | 8.       |
| Žebříček WTA k 11. červenci 2016 |                           |     |          |

### Jiné formy účasti
Následující hráčky obdržely divokou kartu do hlavní soutěže:
- Susanne Celiková
- Jelizaveta Kuličkovová
- Cornelia Listerová
- Rebecca Petersonová

Následující hráčky postoupily z kvalifi
- Jana Čepelová
- Lucie Hradecká
- Kateryna Kozlovová
- Aleksandra Krunićová
- Kateřina Siniaková
- Sara Sorribesová Tormová

Následující hráčka obdržela do hlavní soutěže zvláštní výjimku:
- Viktorija Golubicová

### Odhlášení
před zahájením turnaje
- Anna-Lena Friedsamová → nahradila ji Anett Kontaveitová
- Caroline Garciaová → nahradila ji Sorana Cîrsteaová
- Pauline Parmentierová → nahradila ji Aljaksandra Sasnovičová

v průběhu turnaje
- Angelique Kerberová

### Skrečování
- Jaroslava Švedovová
- Julia Görgesová

## Ženská čtyřhra

### Nasazení
| Stát                                                                                      | Hráčka              | Stát       | Hráčka               | WTA  | Nasazení |
| ----------------------------------------------------------------------------------------- | ------------------- | ---------- | -------------------- | ---- | -------- |
| Gruzie                                                                                    | Oxana Kalašnikovová | Kazachstán | Jaroslava Švedovová  | 54.  | 1.       |
| Nizozemsko                                                                                | Kiki Bertensová     | Švédsko    | Johanna Larssonová   | 73.  | 2.       |
| Rumunsko                                                                                  | Raluca Olaruová     | Česko      | Kateřina Siniaková   | 111. | 3.       |
| Švýcarsko                                                                                 | Xenia Knollová      | Srbsko     | Aleksandra Krunićová | 114. | 4.       |
| Žebříček WTA k 11. červenci 2016; číslo je součtem žebříčkového postavení obou členů páru |                     |            |                      |      |          |

### Jiné formy účasti
Následující páry obdržely divokou kartu do hlavní soutěže:
- Susanne Celiková /  Rebecca Petersonová
- Cornelia Listerová /  Anastasija Sevastovová

### Odhlášení
před zahájením turnaje
- Jaroslava Švedovová (poranění zad)

## Přehled finále

### Mužská dvouhra
- Albert Ramos-Viñolas vs.  Fernando Verdasco, 6–3, 6–4

### Ženská dvouhra
- Laura Siegemundová vs.  Kateřina Siniaková, 7–5, 6–1

### Mužská čtyřhra
- Marcel Granollers /  David Marrero vs.  Marcus Daniell /  Marcelo Demoliner, 6–2, 6–3

### Ženská čtyřhra
- Andreea Mituová /  Alicja Rosolská vs.  Lesley Kerkhoveová /  Lidzija Marozavová, 6–3, 7–5